# Massacre do Norte

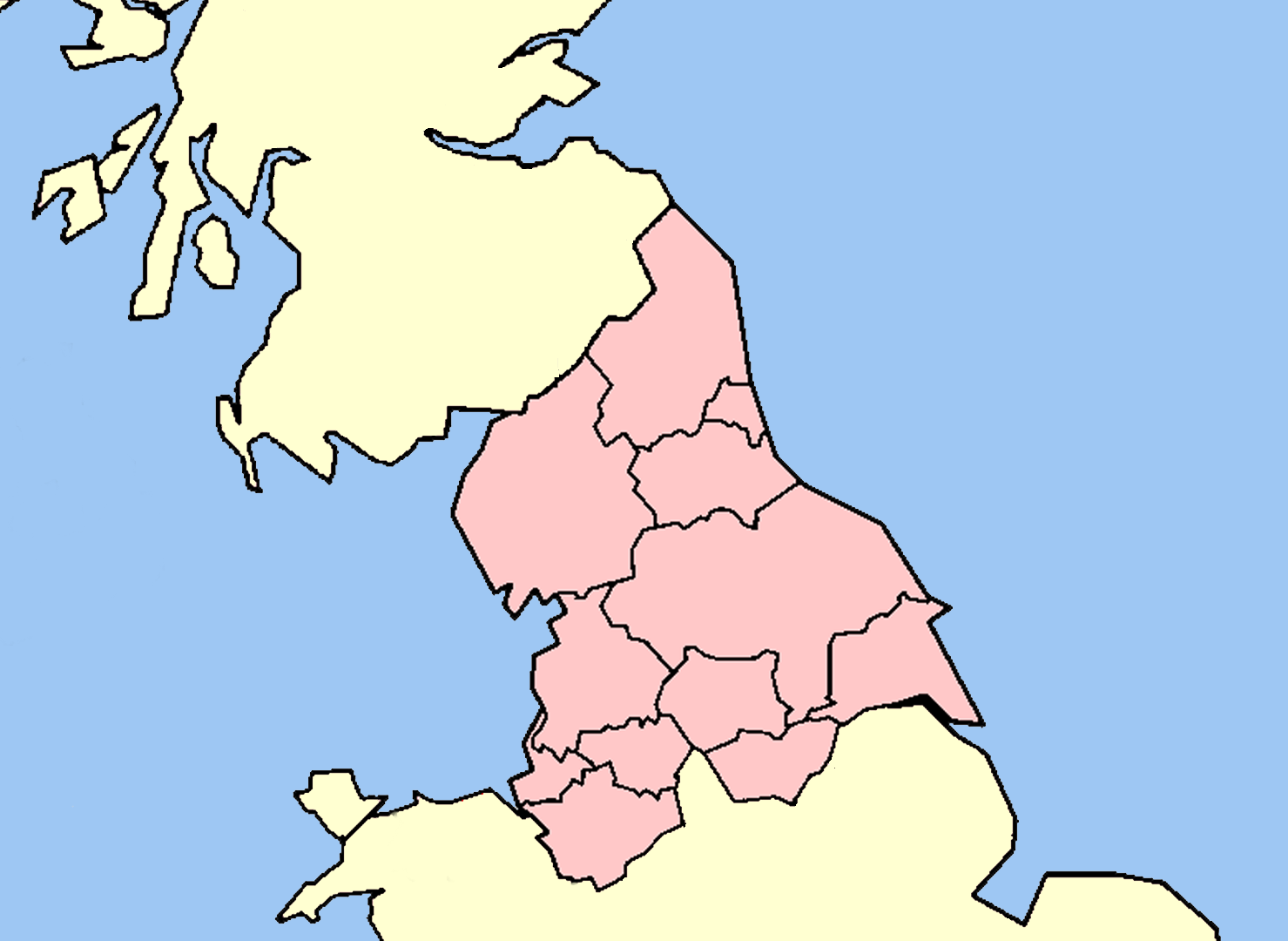
O norte da Inglaterra, mostrando os atuais condados em destaque

O Massacre do Norte, ou Esbulhar do Norte, foi uma série de campanhas levadas a cabo por Guilherme, o Conquistador, no inverno de 1069 até 1070 para subjugar o norte da Inglaterra.
Em outono de 1069, Sueno II da Dinamarca tinha invadido a Inglaterra, em apoio às forças de Edgar, o Atelingo. Edgar foi o último membro remanescente da Casa de Wessex com uma pretensão ao trono da Inglaterra. Os dinamarqueses, com seus aliados ingleses, foram capazes de derrotar os normandos, segurando-os no norte. A resposta de Guilherme foi devastar sistematicamente a oeste rural e norte de Iorque, com a intenção de isolar e destruir seus inimigos na cidade. Em vez disso, Guilherme fez a paz com os invasores dinamarqueses e pagou-os para voltarem para casa. Com os dinamarqueses partindo, Guilherme continuou seus saques durante o inverno para o norte até o rio Tees.
Parece que o principal objetivo do massacre era devastar os condados do norte e eliminar a possibilidade de novas revoltas. Para este fim, o exército de Guilherme realizou uma campanha de destruição geral das casas, estoques e culturas, bem como os meios de produção de alimentos. Homens, mulheres e crianças foram mortos e milhares teriam morrido devido à fome que se seguiu. De acordo com o Domesday Book grandes áreas do Condado de Iorque e outros municípios do norte ainda estavam situados no lixo em 1086. Embora seja evidente que o exército de Guilherme foi responsável por uma grande parcela da morte e destruição no norte, alguns historiadores têm sugerido que o dano infligido pelas forças do duque podem não ter sido tão extensas quanto se pensava.

## Antecedentes
Na época da conquista normanda o Norte consistia no que se tornou o Condado de Iorque, Durham e Nortúmbria no leste e Lancashire com as partes do sul de Cúmbria e Westmorland no oeste. A população do norte na pré-conquista podia ser descrita como "anglo-escandinavos" carregando uma continuidade cultural a partir de uma mistura de tradições viquingues e anglo-saxões. O dialeto inglês falado no Condado de Iorque pode muito bem ter sido ininteligível para as pessoas do sul da Inglaterra, e a aristocracia era principalmente de origem dinamarquesa. Além disso, as comunicações entre o norte e o sul eram difíceis, em parte devido ao terreno, mas também por causa do mau estado das estradas. A rota mais popular, entre Iorque e o sul era a navio. Em 962, Edgar, o Pacífico concedeu autonomia jurídica aos condes do norte do Danelaw em troca de sua lealdade; isto limitou os poderes dos reis anglo-saxões no norte do Humber que o sucederam. O condado de Nortúmbria se estendeu do Tees ao Tweed.
Após a derrota do exército e da morte do rei Haroldo Godwinson na Batalha de Hastings, a resistência inglesa à conquista foi centrada em Edgar, o Atelingo, o neto de Edmundo, o Braço de Ferro. Era meio-irmão de Eduardo, o Confessor. Diz-se que os ingleses reconheceram a derrota, não em Hastings, mas a Berkhamsted dois meses mais tarde, quando Edgar e seus partidários se submeteram a Guilherme em dezembro 1066. No entanto, de todos os homens que se submeteram a Guilherme em Berkhamsted foi apenas o bispo Aldredo de Iorque, que permaneceria leal ao rei normando. Guilherme enfrentou uma série de rebeliões e atritos nas fronteiras em Dover, Exeter, Hereford, Nottingham, Durham, Iorque e Peterborough.

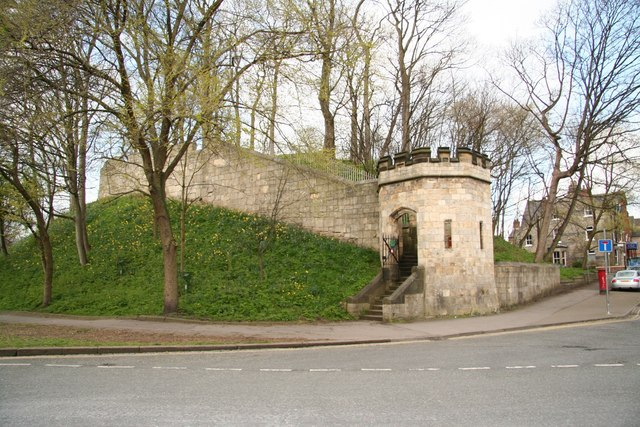
Restos de mota na Colina Baile, em Iorque, 1068-1069

Copsi, um apoiador de Tostigo (um conde anglo-saxão anterior de Nortúmbria, que havia sido banido por Eduardo, o Confessor), era natural de Nortúmbria e sua família teve a história de serem governantes de Bernícia, e às vezes da região. Copsi lutou no exército de Haroldo Hardrada com Tostigo, contra Haroldo Godwinson na batalha de Stamford Bridge em 1066, ele conseguiu escapar após a derrota de Haroldo III da Noruega. Quando Copsi ofereceu homenagem a Guilherme em Barking, em 1067, Guilherme o recompensou, fazendo-o conde de Nortúmbria. Depois de apenas cinco semanas como conde, Copsi foi assassinado por Osulfo, filho do conde Eadulfo III de Bernícia. Quando, por sua vez, Osulfo usurpou também foi morto, seu primo, Cospatrico, comprou o condado de Guilherme. Não ficou muito tempo no poder antes de se juntar a Edgar, o Atelingo em rebelião contra Guilherme em 1068.
Com dois condes assassinados e uma mudança de lados, Guilherme decidiu intervir pessoalmente na Nortúmbria. Ele marchou para o norte e chegou em Iorque durante o verão de 1068. A oposição se dissolveu, com alguns deles – incluindo Edgar – refugiando-se na corte do rei escocês Malcolm III.
Voltando para Nortúmbria, Guilherme mudou de rumo e nomeou um normando, Roberto de Comines, como conde, em vez de um anglo-saxão. Apesar das advertências do bispo, Ethelwin, que um exército rebelde foi mobilizado contra ele, Roberto entrou em Durham com um grupo de homens em 28 de janeiro de 1069, onde ele e seus homens foram cercados e massacrados. Os rebeldes, em seguida, voltaram sua atenção para Iorque, onde mataram o guardião do castelo e mais um grande número de seus homens. A resposta de Guilherme foi rápida e brutal: ele voltou a Iorque, onde caiu sobre os sitiantes, matando ou os colocando em fuga.
Possivelmente encorajado pelos combates no norte do país, rebeliões eclodiram em outras partes da Inglaterra. O rei normando enviou condes para lidarem com problemas em Dorsécia, Shrewsbury e Devônia, enquanto ele lidava com rebeldes na região das Terras Médias e Stafford.
Edgar, o Atelingo tinha procurado ajuda do rei da Dinamarca Sueno II, sobrinho de Canuto II. Sueno montou uma frota de navios, sob o comando de seus filhos. A frota navegou até a costa leste invadindo a Inglaterra. Os danos, com seus aliados ingleses retomaram a cidade de Iorque. Então, no inverno de 1069, Guilherme marchou com seu exército de Nottingham à cidade com a intenção de envolver o exército rebelde. No entanto, no momento em que o exército do rei tinha alcançado Iorque, o exército rebelde tinha fugido, com Edgar voltando para a Escócia. Como não tinham um lugar apropriado em terra para ficar durante o inverno, os danos decidiram voltar aos seus navios no estuário do Humber. Após negociação com Guilherme, foi acordado que, se ele fizesse um pagamento a eles, então eles voltariam para suas casas na Dinamarca sem luta.
Com os danos voltado para casa, a paciência de Guilherme com os rebeldes parece ter se esgotado. Como eles não estavam preparados para atender o seu exército em batalha campal, ele empregou uma estratégia que iria atacar as fontes do exército rebelde de apoio e sua fonte de alimento.

## O massacre
É melhor vencer o inimigo pela fome, invasões e táticas de terror do que em batalha, em que a sorte tem mais influência do que coragem.— 
A estratégia de Guilherme, implementada durante o inverno de 1069 - 1070 (ele passou o Natal de 1069 em Iorque), foi descrito por William E. Kapelle e alguns outros estudiosos modernos como um ato de genocídio. Biógrafos contemporâneos do rei normando também consideraram ser o mais cruel ato e mancha em sua alma. Escrevendo sobre o massacre, mais de cinquenta anos mais tarde, o cronista anglo-normando Orderico Vital disse:
O rei parou do nada de caçar seus inimigos. Cortou muitas pessoas e destruiu casas e terras. Em nenhum outro lugar se tivesse mostrado tanta crueldade. Isso fez uma mudança real.
Para sua vergonha, Guilherme não fez nenhum esforço para controlar sua fúria, punindo os inocentes como culpados. Ele ordenou que as culturas e rebanhos, ferramentas e alimentos fossem reduzidos a cinzas. Mais de 100 000 pessoas morreram de fome.
Tenho muitas vezes elogiado Guilherme neste livro, mas não posso dizer nada de bom sobre este massacre brutal. Deus vai castigá-lo.— Orderico Vital, século XII.
As terras foram devastadas em cada lado da rota de Guilherme ao norte do rio Aire. Seu exército destruiu plantações e povoados e os rebeldes foram forçados a se esconder. No Ano Novo de 1070, dividiu seu exército em unidades menores e os enviou para queimar, saquear e aterrorizar. Florence de Worcester disse que a partir do Humber ao Tees, homens de Guilherme queimaram aldeias inteiras e mataram os habitantes. Lojas de alimentos e gado foram destruídas para que qualquer pessoa que tivesse sobrevivido ao massacre inicial sucumbisse à fome durante o inverno. A terra foi salgada para destruir as produtividades durantes as décadas seguintes. Os sobreviventes foram reduzidos pelo canibalismo. Refugiados dos saques são mencionadas em lugares tão distantes quanto Worcestershire na Chronicon Abbatiae de Evesham.[a] Em 1086, o Condado de Iorque e North Riding ainda tinham grandes áreas de desperdício, as entradas do Domesday Book indicam wasteas est ou hoc est vast (foram desperdiçados) de propriedade após propriedade, em todos um total de 60% de todas as reservas foram desperdiçadas. Afirma-se que 66% de todos os aldeões tinham feudos com desperdícios. Mesmo as áreas prósperas do condado haviam perdido 60% de seu valor em relação a 1066. Havia apenas 25% da população e os grupos restantes que aravam 80 000 bois e 150 000 pessoas diminuíram.